# Via XIX

Via XIX.

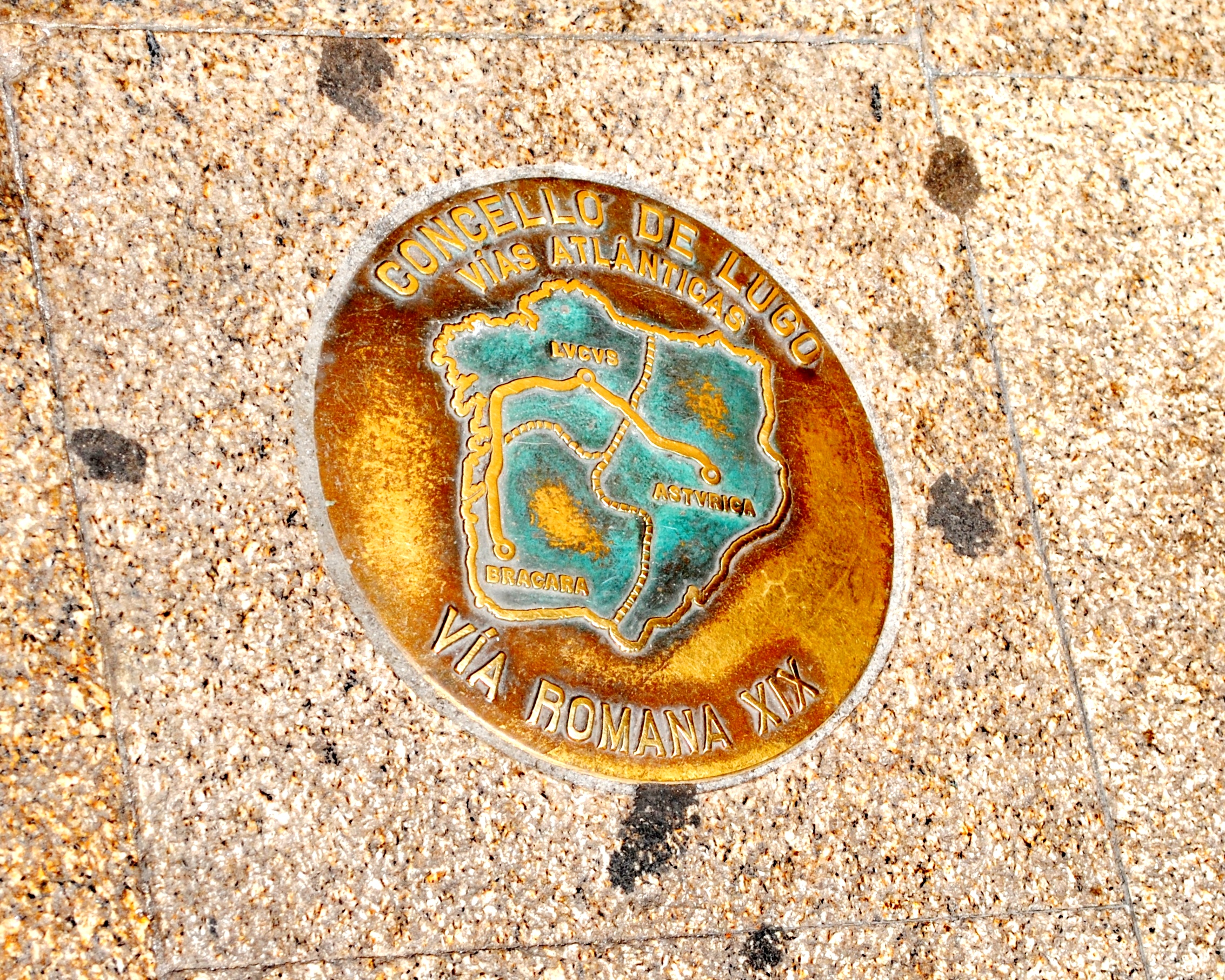
Lugo.

La Vía XIX est une voie romaine de la péninsulte ibérique qui apparaît avec ce numéro dans l'Itinéraire d'Antonin. Elle reliait les villes de Bracara Augusta (actuellement Braga) à Asturica Augusta (Astorga). 

## Itinéraire
Liste des relais (mansiones) :
- Braga (Bracara Augusta)
- Ponte de Lima (Limia, XVIII)
- Tui (Tude, XXIII)
- Borbén ? Saxamonde ? (Burbida, XVI)
- Pontevedra Tourón ? Saxamonde ? (Turoqua, XVI)
- Calda de Reis ? Cuntis ? (Aquis Celenis, XXIII)
- Iria Flavia ? (Tría/Pria, XII)
- ? (Asseconia, XIII)
- ? (Brevis, XXII)
- ? (Marcie/Pons Martiae, XX)
- Lugo  (Luco Augusti, XIII)
- Vilartelín ? (Timalino/Talamine, XXII)

## Articles liés
- Liste de voies romaines
- Voie romaine
- Borne milliaire